# L'Impératrice Yang Kwei-Fei
Pour plus de détails, voir Fiche technique et Distribution.
L'Impératrice Yang Kwei-Fei (楊貴妃, Yōkihi) est un film japonais réalisé par Kenji Mizoguchi, sorti en 1955. Il s'agit de son premier film en couleur.

## Synopsis
Dans la Chine du VIIIe siècle, l'impératrice Yang choisit de se sacrifier pour sauver l'empereur.
À Chang'an, alors capitale de la Chine, l'empereur est en deuil, ses conseillers lui présentent alors des femmes afin de gagner en pouvoir par le mariage. Le général An Lushan rencontre une jeune femme de condition  modeste, ressemblant à feu l'impératrice, et la convainc de venir au palais. L'empereur l'épouse pour sa beauté et sa sincérité (acceptant après l'avoir vue jouer de la musique et entendu lui expliquer son intention de le réconforter). Les sœurs de la nouvelle impératrice sont logées à la Cour et son cousin devient ministre. 
En revanche, An Lushan n'obtient pas de poste important. Il mène alors une révolte contre les Yang, les impôts finançant le luxe où vivent les parvenus étant remis en cause par des émeutiers. Les sœurs sont tuées par la foule introduite au palais et le ministre, par An Lushan en duel. L'impératrice, qui par son statut de femme n'a aucun pouvoir politique, se soumet et est exécutée. 
Après une ellipse, l'empereur, désormais âgé, meurt en pensant à l'impératrice.

## Fiche technique
- Titre : L'Impératrice Yang Kwei-Fei
- Titre original : 楊貴妃 (Yōkihi?)
- Réalisation : Kenji Mizoguchi
- Scénario : Yoshikata Yoda, Matsutarō Kawaguchi, Masashige Narusawa, Qin Tao
- Musique : Fumio Hayasaka
- Photographie : Kōhei Sugiyama
- Assistant réalisateur : Yasuzō Masumura
- Décors : Hiroshi Mizutani
- Production : Masaichi Nagata, Run Run Shaw
- Sociétés de production : Daiei, Shaw Brothers
- Pays de production :  Japon
- Langue originale : japonais
- Format : couleurs - 35 mm
- Genre : drame historique
- Durée : 98 minutes[1] (métrage : 12 bobines 2682 m[1])
- Date de sortie : 
  - Japon : 3 mai 1955[1]

## Distribution
- Machiko Kyō : l'impératrice Yang Kwei-fei
- Masayuki Mori : l'empereur Xuan Zong
- Sō Yamamura : An Lushan
- Eitarō Shindō : Kao Li-shi (en)
- Eitarō Ozawa : Yang Kuo-chung (en)
- Haruko Sugimura : princesse Yen-chun
- Yōko Minamida : Hung-tao
- Bontarō Miyake : Chen-Hsuan-li
- Tatsuya Ishiguro : Li Linfu (en)
- Michiko Ai : Honghua
- Noboru Kiritachi : Cuihua
- Osamu Maruyama : Li Kuei-nien
- Sachiko Murase : Chengfei
- Chieko Murata : Lu-hua
- Kinzō Shin : un serviteur
- Isao Yamagata : Yang Hsien